# Cerkwica
Cerkwica (hist. Cerekwica; do 1945 niem. Ciruiz, Scirkitz, Zirkwitz; 1945–1950 Czarkowice) – wieś w Polsce, położona w województwie zachodniopomorskim, w powiecie gryfickim, w gminie Karnice, na Równinie Gryfickiej.
W latach 1954–1972 wieś należała i była siedzibą władz gromady Cerkwica. W latach 1946–1998 wieś administracyjnie należała do województwa szczecińskiego. W 2004 roku we wsi było zameldowanych 1261 osób.
W miejscowości ma siedzibę jednostka Ochotniczej Straży Pożarnej włączona do krajowego systemu ratowniczo-gaśniczego.
Przy zachodniej części wsi przebiega rów Liwka.

## Integralne części wsi
| SIMC    | Nazwa     | Rodzaj     |
| ------- | --------- | ---------- |
| 0777266 | Mojszewko | przysiółek |
| 0777272 | Witomierz | przysiółek |

## Historia
Miejscowość o rodowodzie średniowiecznym, położona przy trakcie z Trzebiatowa do Kamienia Pomorskiego. Niektóre źródła podają, że  1124 roku w Cerkwicy odbył się uroczysty chrzest ludności Pomorza Zachodniego przeprowadzony przez misjonarza św. Ottona z Bambergu, co jednak nie znajduje potwierdzenia w źródłach historycznych. Pierwsze wzmianka o Cerkwicy sięgają XIII wieku, kiedy to w dokumencie z  1270 roku pojawia się imię proboszcza Albertusa. W 1287 wieś została przekazana na uposażenie klasztoru norbertanek w Trzebiatowie. W XV wieku powstał kościół w Cerkwicy. Po sekularyzacji majątków zakonnych w XVI wieku Cerkwica znalazła się w rękach prywatnych właścicieli. W XVIII wieku należała do Petera Ernesta von Woedtke, który w 1743 sprzedał ją Georgowi Laurenzowi von Kamee. Ten jednak nie przejął majątku, a odstąpił go ponownie rodzinie von Woedtke. Pod koniec XVIII wieku majątek nabył Richard von Münchow. Nie posiadał go jednak długo i odsprzedał Cerkwicę Georgowi Juliusowi von Osten. W XIX wieku właścicielem był Johann Jakub Zitzewitz, który przekazał te dobra w dzierżawę rodzinie von Dulong. Administratorzy nie wywiązywali się jednak ze swoich zobowiązań i zubożyli majątek. W 1890 folwark w Cerkwicy nabył oficer pruski Wilhelm von Sydow. W rękach rodziny von Sydow Cerkwica znajdowała się do II wojny światowej. 
Po II wojnie światowej na terenie dawnego folwarku w Cerkwicy (d. owczarnia) mieściło się Państwowe Gospodarstwo Rolne – Państwowy Ośrodek Hodowli Zarodowej Cerkwica. W 1994 po przekształceniu jako Ośrodek Hodowli Zarodowej Skarbu Państwa Cerkwica. Od 1995 po ponownym przekształceniu jako Ośrodek Hodowli Zarodowej w Cerkwicy Sp. z o.o..

## Zabytki
Lista zabytków w Cerkwicy:

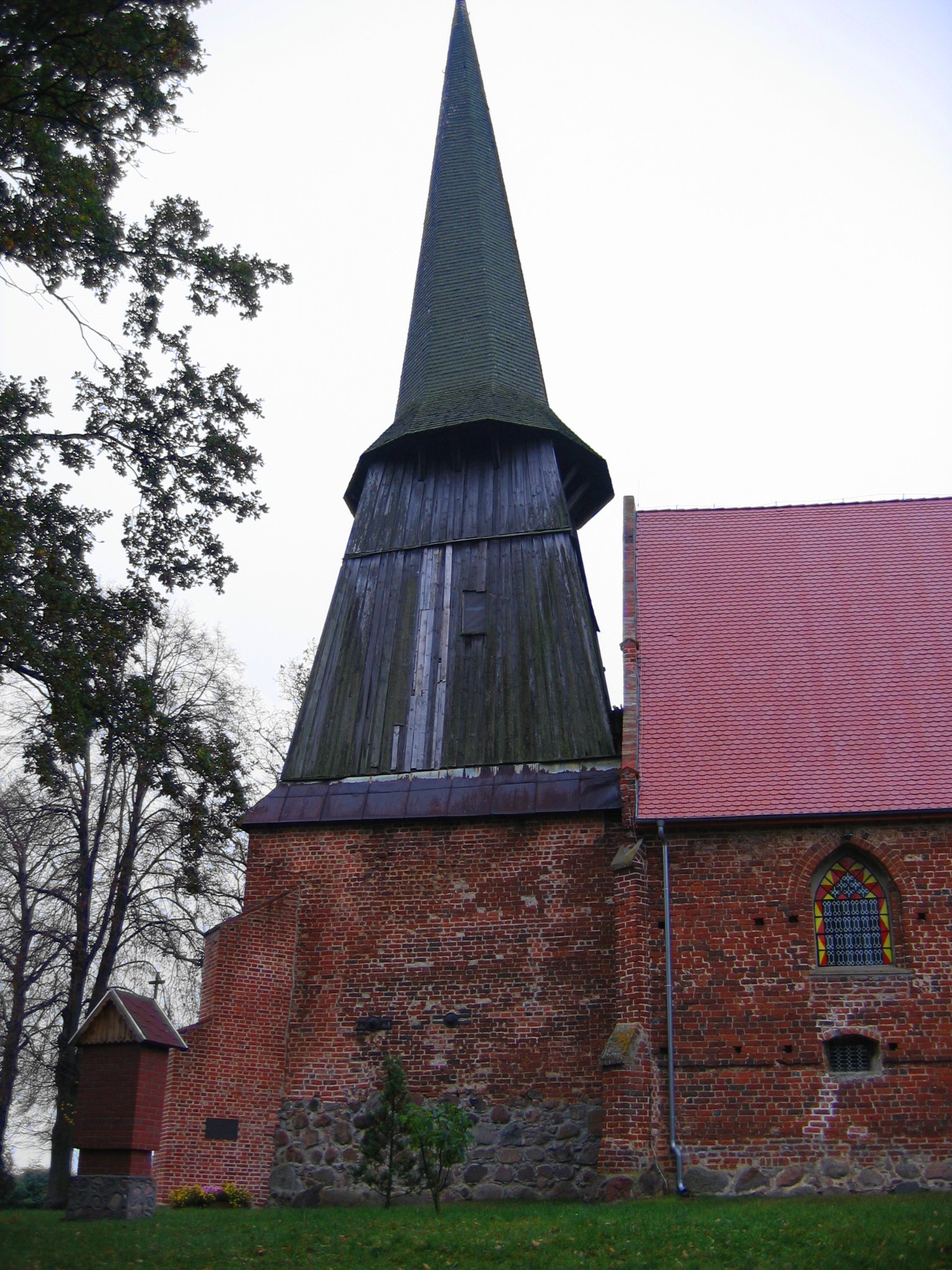
Drewniana wieża kościoła parafialnego

- kościół Najświętszego Serca Pana Jezusa w stylu gotyckim z przełomu XIV i XV wieku, z drewnianą wieżą z XIII wieku. Kościół położony jest na wzgórzu Dzwonnik.
- cmentarz parafialny z kwaterą Gaj Bohaterów, na której w 1920 roku zostali pochowani żołnierze niemieccy polegli w czasie I wojny światowej. Cmentarz położony jest na wzgórzu Dzwonnik.
- kamienna studnia św. Ottona a przy niej pomnik z XIX wieku upamiętniający chrzest Pomorzan w l. 1124-1125[5]
- neoklasycystyczny dwór rodziny von Sydow końca XIX wieku, przebudowany w 1906, parterowy z dachem mansardowym z naczółkami i facjatą na osi fasady[19]
- park dworski o powierzchni 19 ha[potrzebny przypis], z 2. połowy XIX wieku

We wsi ponadto znajdują się historyczne pozostałości zabudowań folwarcznych z XIX wieku z ruinami gorzelni.

## Szlaki komunikacyjne
W Cerkwicy krzyżuje się droga wojewódzka nr 103 z drogą wojewódzką nr 110.

### Galeria
Studnia św. Ottona jest jednym z miejsc pamięci o chrzcie ludności Pomorza Zachodniego, przeprowadzonego przez biskupa Ottona z Bambergu

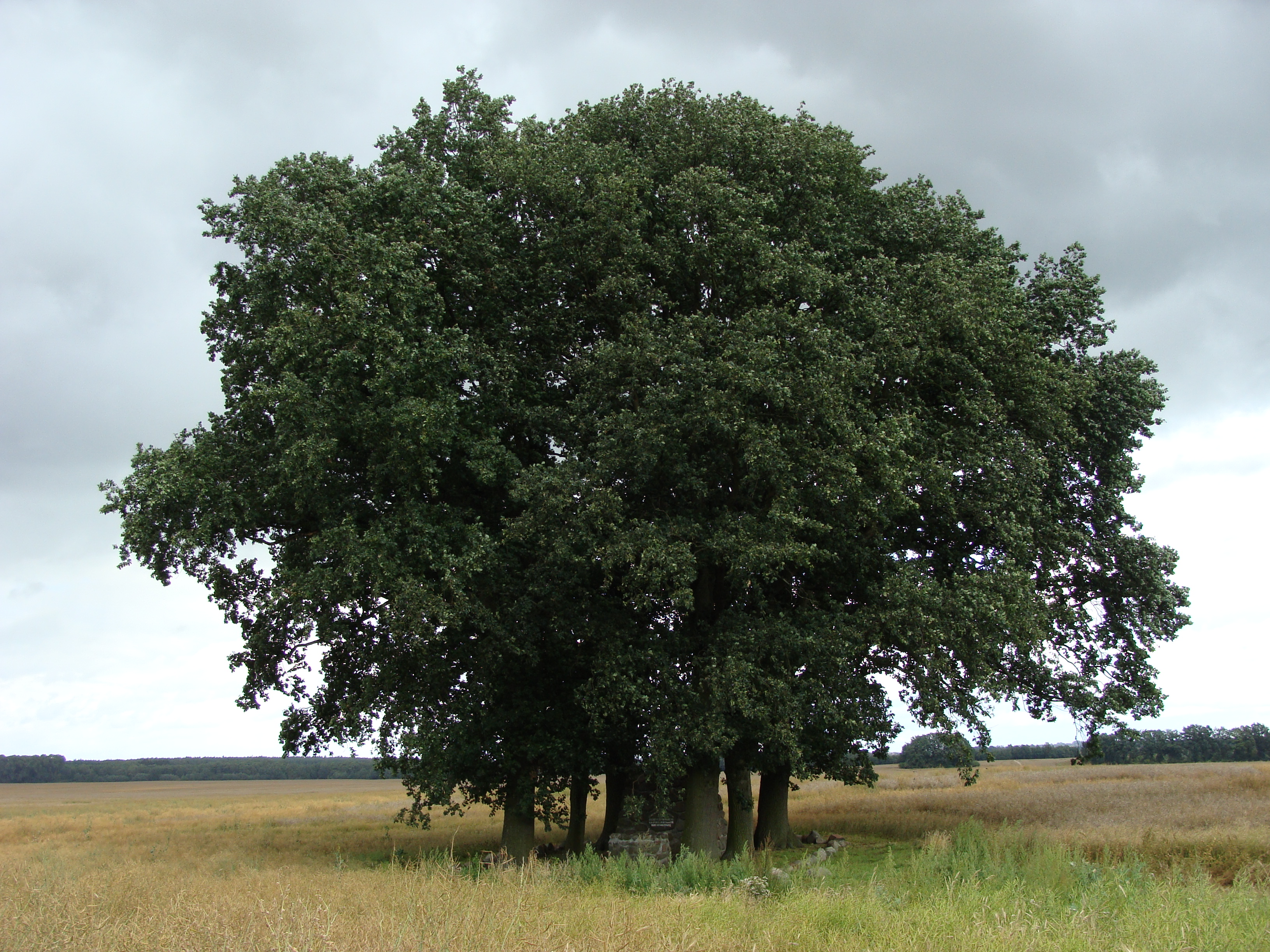
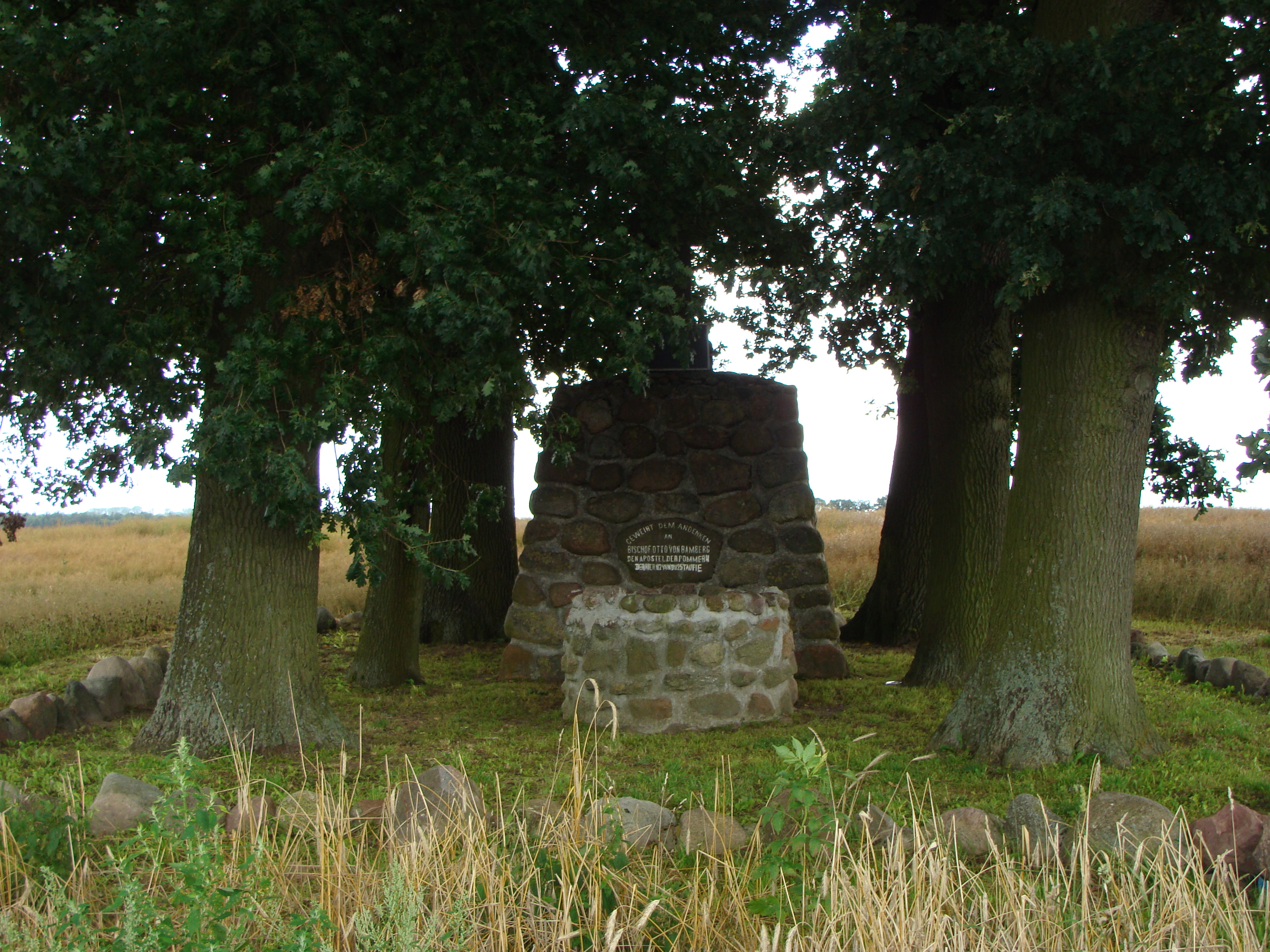
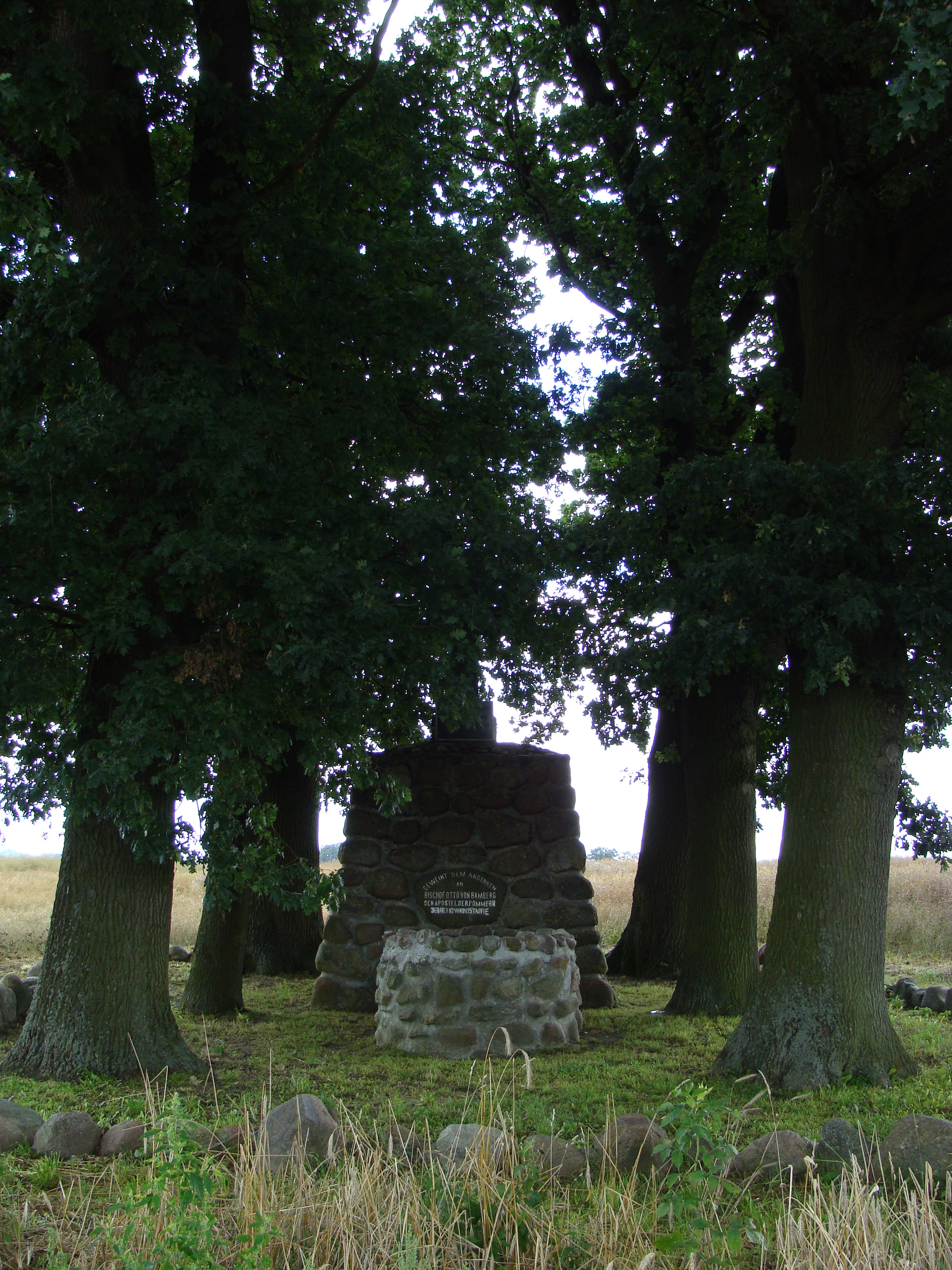